# اکثریت خاموش
اکثریت خاموش یک اکثریت بزرگ نامشخص از مردم یک کشور یا گروه‌اند که نظرات شان را به صورت آشکارا ابراز نمی‌کنند. این لفظ توسط ریچارد نیکسون رئیس‌جمهور آمریکا ترویج شد زمانی که در ۱۹۶۹ در یک سخنرانی گفت: «و امشب به شما، اکثریت بزرگ خاموش آمریکاییان، من خواستار حمایت شما هستم».
اکثریت خاموش گروهی از افراد جامعه هستند که اخبار و اطلاعات را می‌خوانند، می‌بینند و می‌شنوند اما آن را به عنوان یک مسئله مهم در نظر نمی‌گیرند. این گروه از افکار دیگران تبعیت می‌کنند. رسانه‌ها عمدتاً با تیترهای بزرگ و جنجالی سعی بر آن دارند که این افراد بی‌طرف را به صحنه بکشانند.
اکثریت خاموش نقش تعیین‌کننده و تأثیرگذاری در زمان انتخابات یا بحران‌های سیاسی ایفا می‌کنند. شناخت این گروه و میزان تأثیرپذیری آن از مسائل حساس در جامعه، بسیار مفید است. برندگان انتخابات گروه‌هایی هستند که بتوانند این اکثریت خاموش را به صحنه بکشانند. به عبارت دیگر رسانه‌ها سعی می‌کنند نوعی ارتباط گروهی غیرمحسوس بین اهداف سیاسی خود و نیاز اکثریت خاموش به گونه‌ای برقرار کنند که در مواقع حساس از آرای آن‌ها بهره‌برداری کنند. مثلاً در مقطعی کوتاه خواسته‌های طبقات بی‌طرف برجسته می‌شود تا توجه آنان به تیترهایی که به نفع آن طبقات است بیشتر جلب گردد.
این گروه معمولاً ارتباطی یکطرفه با رسانه داشته و از فرهنگ شفاهی برخوردار بوده و به ارتباطات میان فردی بیش از پیام‌های رسانه‌ای توجه دارد. در اینجاست که باید نقش گروه‌های مرجع و رهبران فکری مورد توجه قرار گیرد.